# DR-Baureihe VT 12.14
Die Fahrzeuge der Baureihe VT 12.14 waren vierteilige diesel-mechanische Schnelltriebzüge der Deutschen Reichsbahn (DR) für den hochwertigen Fernreiseverkehr. 

## Geschichte und Einsatz

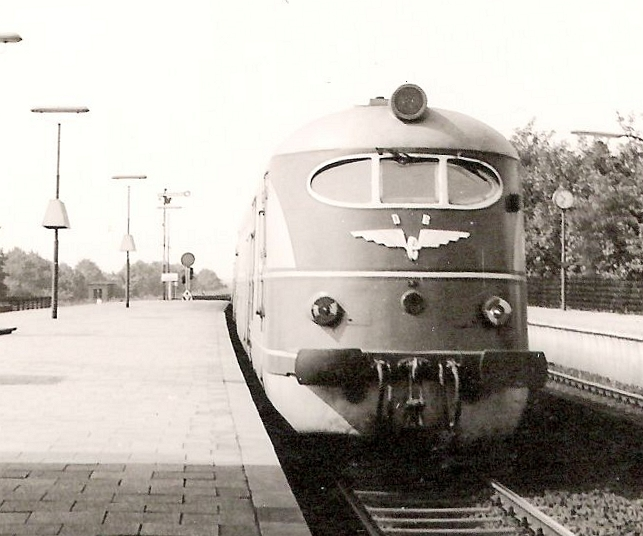
DR-Schnelltriebwagen VT 12.14 auf der Fahrt von Berlin nach Hamburg bei der Durchfahrt in Hamburg-Bergedorf im Juli 1959

Ab Mitte der 1950er Jahre versuchte die Deutsche Reichsbahn an die Tradition der berühmten Schnelltriebwagen Fliegender Hamburger anzuknüpfen und bestellte 1954 bei Ganz & Co. in Budapest drei vierteilige dieselmechanische Triebzüge VT 12.14, später eingereiht als Baureihe 181. Die Fahrzeuge basierten auf dem Typ Hargita der Ungarischen Staatsbahn (MÁV), dessen Konstruktion aus den 1940er Jahren stammte und aus der erfolgreichen Schnelltriebwagen-Type Arpad weiterentwickelt wurde. Baugleiche Züge erwarben auch die Tschechoslowakischen Staatsbahnen (ČSD) als Baureihe M 495.0. 
Die DR setzte die VT 12.14 als Interzonenzug zwischen Berlin und Hamburg ein. Sie bewährten sich dort jedoch nicht, sodass der Einsatz nur wenige Jahre dauerte. Später fuhren die Triebzüge auf der Route Berlin–Prag–Wien als Vindobona bis zum Erscheinen der VT 18.16. 
Ab der Mitte der 1960er Jahre fuhren die Ganz-Garnituren nur noch im nationalen Verkehr von Berlin nach Frankfurt (Oder), Neubrandenburg, Eisenhüttenstadt und Bautzen. Nach dem Eisenbahnunfall von Doberlug-Kirchhain am 15. Februar 1963, bei dem ein baugleicher tschechoslowakischer Triebzug irreparabel zerstört wurde, wurde eine Einheit 1963 an die ČSD abgegeben. Der Triebzug lief dort fortan mit den Nummern M 295.201 und M 295.202. Die beiden verbliebenen Triebzüge und der überzählige Mittelwagen wurden in den 1970er Jahren ausgemustert.
Ein Zug der baugleichen MÁV-Bauart Hargita wird im ungarischen Eisenbahnmuseum Füsti museal erhalten.

## Aufbau
Die Triebzüge bestanden aus zwei Endtriebwagen mit dieselmechanischem Antrieb und zwei Mittelwagen. Ein Endtriebwagen war als Speisewagen mit Küche und 32 Plätzen an Vierertischen eingerichtet. Es schloss sich ein Mittelwagen mit neun Sechserabteilen 2. Klasse und ein Großraumwagen mit 72 Plätzen 3. Klasse an. Im zweiten Endtriebwagen befanden sich fünf Achterabteile 3. Klasse.
Mit der Klassenreform 1956 wurde die alte 2. zur neuen 1. Klasse und die alte 3. zur neuen 2. Klasse.

## Technik

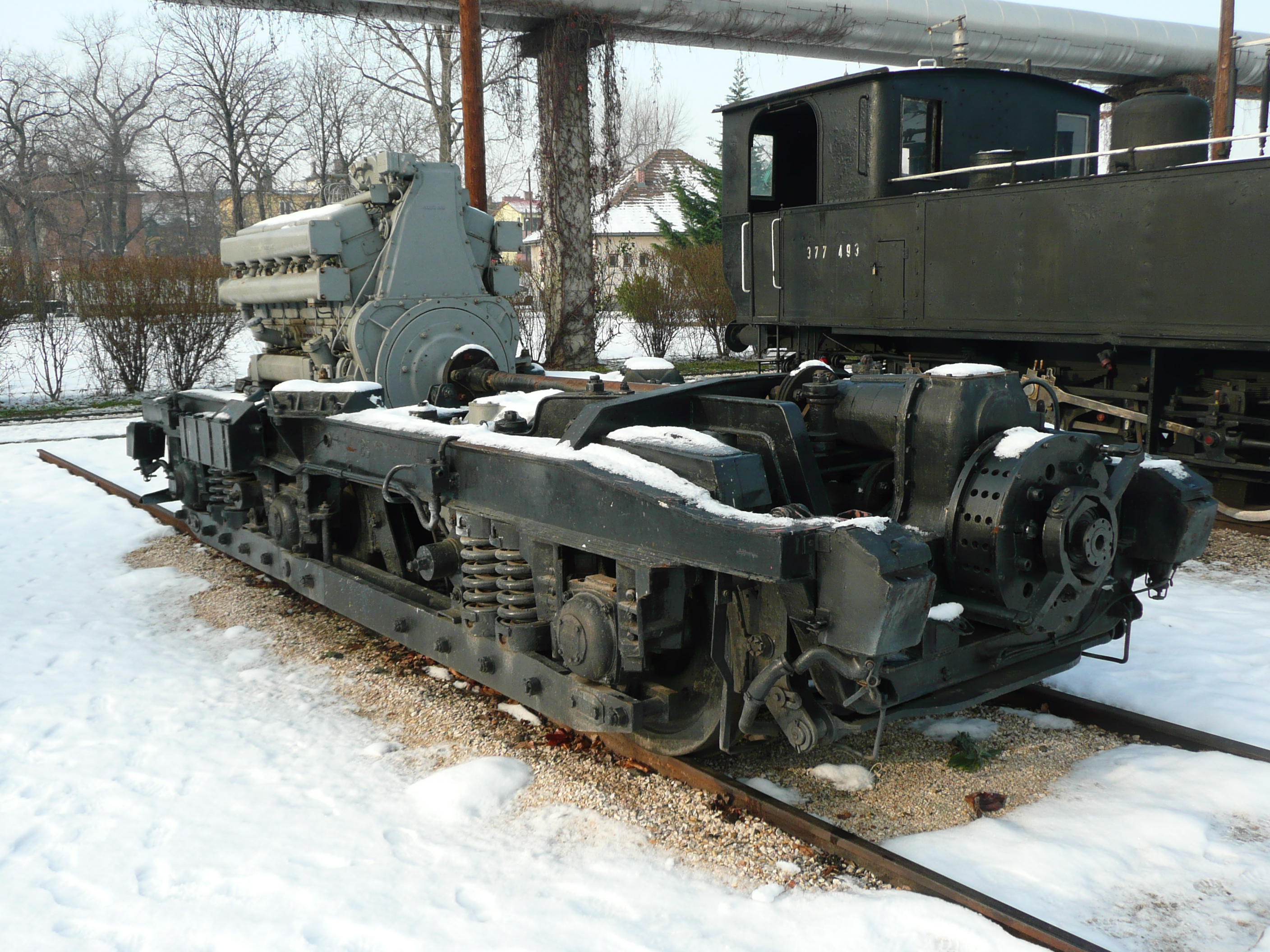
Antriebsdrehgestell

Die vierteiligen Züge besaßen stromlinienförmige Wagenkästen mit glatter Außenhaut aus geschweißten Stahlspanten und -blechen. 
Die Maschinenanlage bestand aus je einem dreiachsigen Antriebsdrehgstell in den Endwagen. Ein V-12-Dieselmotor vom Typ Ganz XII Jv 170/240 mit Vorkammereinspritzung und einer Leistung von 331 kW trieb über ein fünf- respektive achtgängiges mechanisches Getriebe zwei Achsen eines Drehgestells an. Das Getriebe wurde pneumatisch geschaltet.
Die Laufeigenschaften der Züge konnten nie ganz befriedigen, aufgrund konstruktiver Mängel neigten die Antriebs-Drehgestelle in engen Kurven zum Entgleisen. Die Motorleistung und Höchstgeschwindigkeit waren zudem zu knapp bemessen, auch das laute mechanische Stufengetriebe bereitete Probleme in der Handhabung und der Unterhaltung.